# Sint-Johanneskerk (Braunschweig)
De Sint-Johanneskerk (Duits: St. Johanniskirche) is een protestants kerkgebouw in de Duitse stad Braunschweig. De kerk betrof de eerste protestantse nieuwbouwkerk sinds de reformatie. De Johanneskerk bevindt zich aan de zuidoostelijke rand van de binnenstad en behoort tot het stadsdeel Viewegs Garten-Bebelhof.

## Geschiedenis
In de 19e eeuw nam de bevolking van Braunschweig aanzienlijk toe. Om de binnenstadskerken Sint-Magnus en Sint-Catharina te ontlasten, besloot prins Albert van Pruisen op 10 augustus 1894 tot de oprichting van twee nieuwe kerkelijke gemeenten in de stad. Naast de Johannesgemeente werd eveneens de Paulusgemeente opgericht.
Voor de bouw van de kerk vond men een grondstuk op de hoek van de Leonhardstraße/Kapellenstraße. De nieuwbouw werd in neogotische stijl uitgevoerd naar een ontwerp van de stadsarchitect Ludwig Winter. In 1901 begonnen de graafwerkzaamheden en op 2 augustus 1903 was de centraalbouw voltooid. In 1904 werden de kansel opgesteld, de kruisgewelven beschilderd, beeldhouwwerken uitgevoerd en in het koor gebrandschilderde ramen geplaatst. Een klokkengieterij uit Apolda voorzag de kerktoren van drie klokken, die anders dan gewoonlijk in de noordoostelijke hoek van het gebouw werd opgetrokken.
Op 25 juni 1905 werd de kerk gewijd. De naam van het godshuis herinnert aan de in 1784 afgebroken Johanneskapel in de Altstadt.
In de kerk staat een waardevol romantisch orgel van de orgelbouwer Furtwängler & Hammer uit Hannover.

## Verwoesting en herstel
Tijdens de Tweede Wereldoorlog werden toren en dak van de kerk verwoest en raakten de muurschilderingen beschadigd. Het herstel van de kerk leidde tot een minder monumentaal aanzien van het gebouw. De kerktoren werd in de zakelijke stijl van de jaren 1950 hersteld en in plaats van de oorspronkelijke achthoekige hoge spits, werd de toren bekroond met een vlakke vierhoekige afsluiting met windvaan. Ook het dak werd aanmerkelijk lager herbouwd. Het interieur werd voorzien van een eenvoudige beschildering en de muurschilderingen werden niet meer vervangen.

## Afbeeldingen

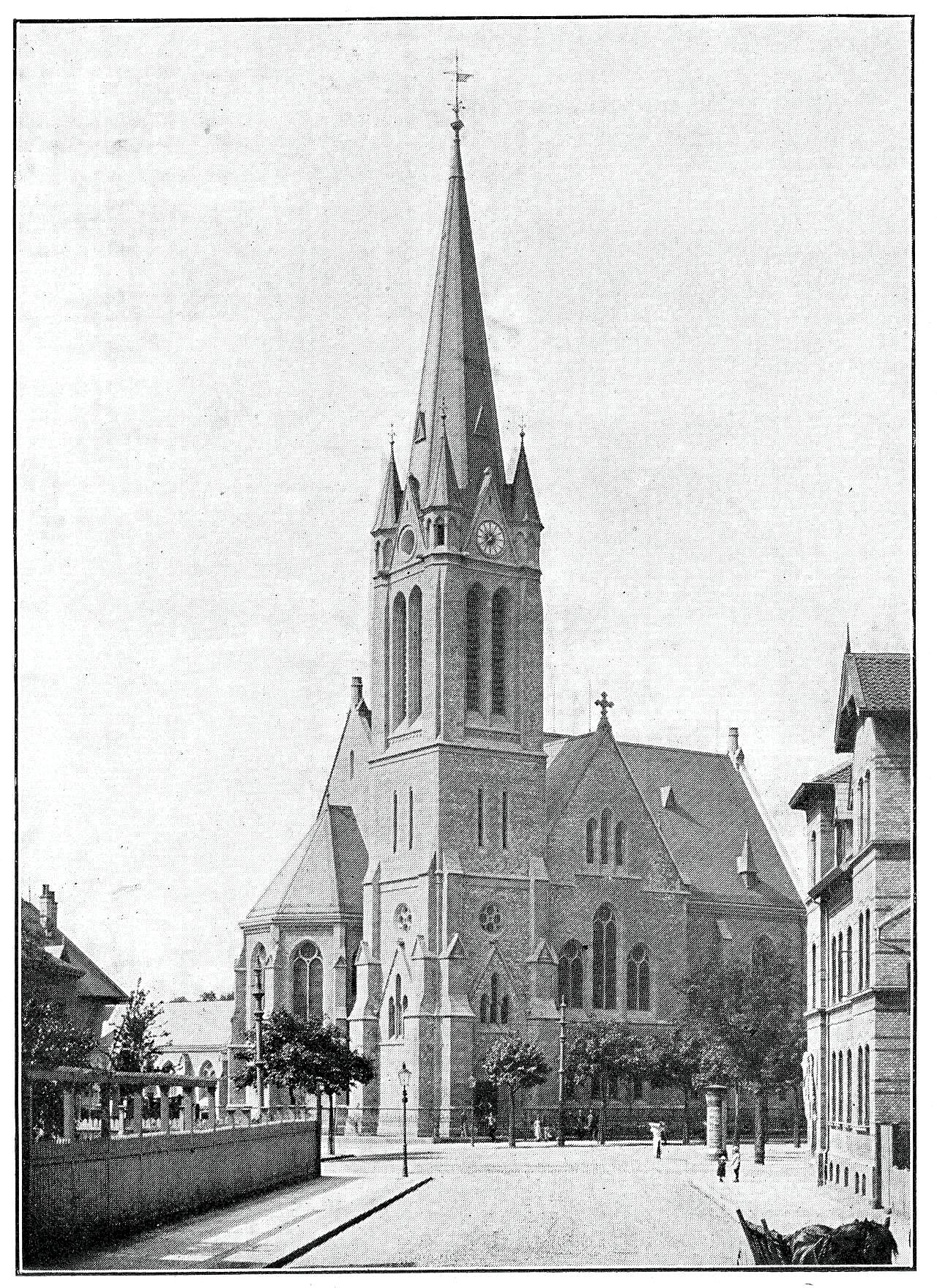
De kerk in 1905
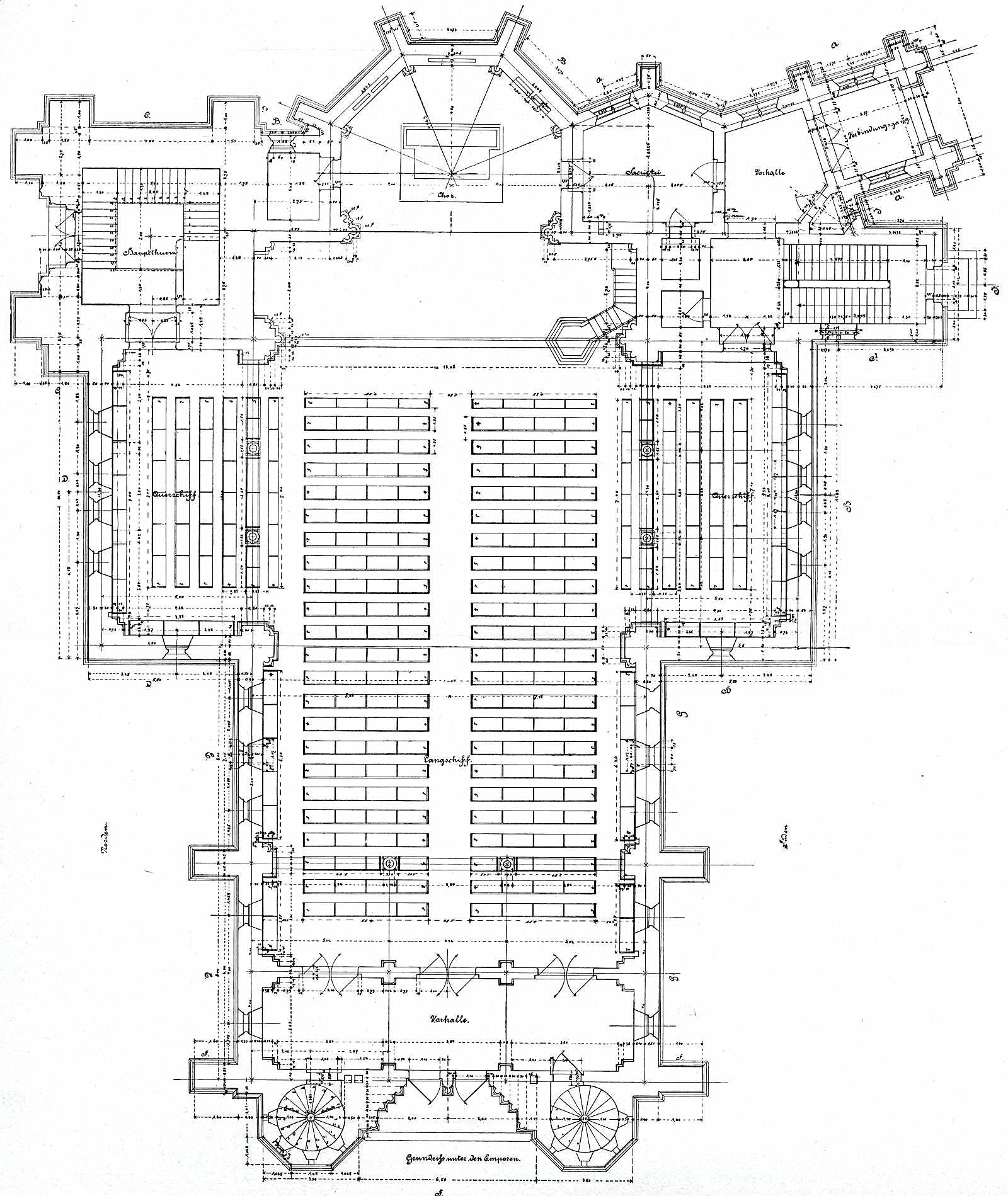
Plattegrond